# 屍體腐敗
屍體腐败是死亡中第五個的阶段，位於苍白僵硬、尸冷、尸僵以及尸斑之後。此过程涉及动物尸体的分解，例如人类尸体的分解。从广义上讲，腐敗可以看作是蛋白质的分解，并最终破坏了人體组织，并使大多数器官液化。这是由于消化系統中的细菌或真菌分解有機物而引起的，在此過程中還會產生大量氣體進入尸體組織。腐烂发生的大概时间取决于各种因素。影响腐烂的内部因素包括尸體的年龄、身体的状况、體型、死亡原因以及涉及死亡前後的外部伤害。外部因素包括环境温度、湿气和空气暴露程度 、穿著 、埋葬狀況和光照。
腐烂的最初迹象是腹壁（在人體內對應的是大腸的位置）皮肤周圍開始呈現綠色。
某些物质，例如苯酚、砷、番木鳖碱和氯化锌，可以根据其化学组成通過各种方式緩解腐烂过程。
尸體農場是研究环境因素如何影响尸體腐烂的場所。

## 描述

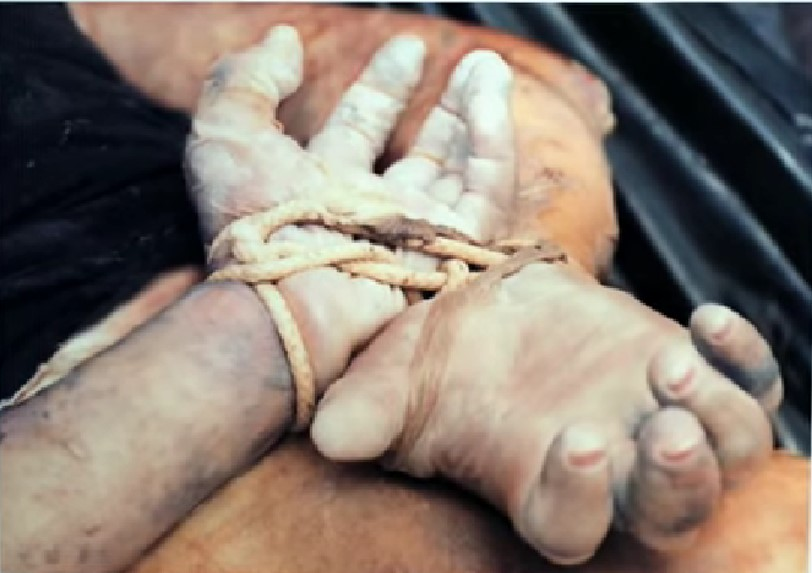
美国佛罗里达州的一位女性被兇手殺害後丟入水中，數日被打撈上岸後的尸體手部腐爛狀況

用热力学术语来说，所有有机组织都是由化学能组成的，当生物體死亡後不能通过生物體內新陳代謝維持化學能时，由于組織內蛋白質与水反应（水解）生成氨基酸，化学能开始分解。組織內蛋白质的分解是一个自发的过程。由於消化道內厌氧细菌的存在，蛋白質水解会加速。 
由於細菌同樣會破壞细胞內蛋白质，使得人体组织開始崩解。随着蛋白质不断分解，還會產生气体和有机化合物 ，例如官能团胺腐胺（来自鸟氨酸）和尸胺（来自赖氨酸）。一開始腐烂產生的气体被限制在体腔内，但最终通过邻近组织扩散，然后进入循环系统。一旦进入血管，腐烂气体就会渗透并扩散到身体和四肢的其他部位。
腐爛氣體進入组织後，尸體躯干和四肢明显肿胀。不断的產生的腐敗氣體使得尸體内部压力不斷加大。在腐烂过程中，身体的皮肤组织最终破裂，腐爛气体開始來到尸體外面。随着厌氧细菌继续消耗人體组织蛋白，人体的分解过程将进入骨架化阶段。这种持续的腐爛過程还會产生乙醇，这可能使得很难确定尸體中的血液酒精含量（BAC），特别是从水中打撈的尸体。
通常，分解（decomposition）包括从人（或动物）死亡直到骨架化过程。腐烂是分解的七个阶段之一；因此，可分解的（putrescible）一詞是在生物化学中指所有容易腐烂的有机物（动物和人类）。在因中毒而死時，人体的腐烂過程会受到诸如锑、砷、石碳酸（苯酚）、马钱子（植物）、 士的宁 （农药）和氯化锌等有毒物的緩解。

## 腐爛過程大致时间表
- 1-2天：在腐烂过程發生之前，尸體會出現苍白僵硬、尸冷、尸僵以及尸斑等狀況。
- 2-3天：腹部皮肤周圍出現變色狀況。由于腐敗气体產生，腹部开始肿胀。
- 3-4天：变色有所蔓延，尸體表面可以看到變色的靜脈。
- 5-6天：腹部明显肿胀，皮肤出现水泡。
- 10–20天：尸體產生的腐爛氣體開始來到尸體以外的地方，并且尸體開始變成黑色。
- 2周：腹部肿胀；尸體内部气压接近最大值。
- 3周：组织软化。器官和體腔持續破裂。指甲脫落。
- 4周：诸如内脏器官之类的软组织开始液化，面部变得无法识别。其中皮肤、肌肉、腱和韧带降解，骨骼暴露，分解過程開始進入骨架化。

体内器官分解的时间表：
1. 喉和气管
2. 婴儿大腦
3. 胃
4. 肠子
5. 脾
6. 大網膜和肠系膜
7. 肝
8. 成年人大脑
9. 心
10. 肺
11. 肾脏
12. 膀胱
13. 食管
14. 胰腺
15. 橫膈膜
16. 血管
17. 子宫

尸體暴露於空气中最容易腐爛，其次是水和泥土。腐烂的速度取决于许多因素，例如天气、暴露程度和位置。因此，保存在太平间或殯儀館內的冷藏庫可以延緩腐爛过程，可以讓死者在死后三天左右埋葬時腐爛程度較輕。在热带气候裡，尸體腐爛速度急剧增加。空气中暴露的尸體腐烂從尸體表面可察覺的第一个迹象就是通常在盲肠区域的皮肤變為绿色，出现时间为死亡12-24小时之後。尸體內部來看第一个腐爛跡象通常是肝的下表面變為綠色。

## 影响腐败的因素
各种因素都会影响腐烂進程。

### 外部
环境温度：高温会加速尸體分解，腐烂速度在21 °C（70 °F）和38 °C（100 °F）之間最快，高湿度会进一步加剧腐爛速度。在這樣的温度下最有助于人體组织的分解并促进微生物的生长。分解過程几乎在0 °C（32 °F）以下 或48 °C（118 °F）以上停滯  。
湿度和暴露於空氣中：空气和湿度都可能导致微生物生长，加速尸體腐爛過程。相對於暴露在空氣中，在水中的尸體腐爛速度會相對減緩。在炎热干燥的环境中，尸體可能會變為木乃伊，因為在這樣的環境下，尸體会完全脱水，并抑制细菌生長。
衣服：宽松的衣服可以加快腐败的速度，因为它有助于維持尸體的热量。紧身衣服会切断组织的血液供应減少细菌赖以生存的营养，从而延緩了腐爛过程。
埋葬的方式：迅速埋葬可以减缓腐烂過程。由于地底下温度变化較小，深埋的坟墓中的尸体會更缓慢地分解。坟墓的構成也可能是一个重要的因素，致密的粘土状土壤往往会加速腐烂過程，而干燥和沙质的土壤会使腐烂变慢。
光照：光照也可以间接起作用，因为苍蝇和昆虫更喜欢在没有光照的尸體部位产卵，例如眼睑和鼻孔等可以遮擋陽光的地方。

### 内部
死亡年龄：死产的胎儿和婴儿由于無菌而腐烂缓慢。通常而言，年轻尸體比老年尸體更容易腐爛。
身体状况：脂肪比例較高和瘦體重較輕的尸體，腐烂的速度会更快，因为脂肪会保留更多的热量，并在组织中携带大量的液体。
死亡原因：死亡原因与腐烂速度有直接关系，死于急性暴力或事故的尸体通常腐烂的速度比死于传染病的尸体慢。某些有毒物质，例如氰化钾或士的宁 ，可能也会減緩腐败，而生前长期酗酒会加速尸體腐败。
外部伤害：死前或死後的尸體外傷会加速腐败，因为受伤的部位更容易受到细菌的侵袭。

### 延緩腐烂
某些对人体有害的物质会延緩腐烂过程。它们包括： 
- 羧酸（苯酚）
- 砷和锑[7]
- 番木鳖碱
- 马钱子（植物）
- 氯化锌，ZnCl2

### 防腐
防腐是通过各種方式延緩腐爛来保存人类遗体的过程。这是通过使用防腐液（甲醛，甲醇和各种其他溶剂的混合物）来实现的。短暂保存尸体的最常见原因是在葬礼上尸體觀瞻以及医学或宗教活动。

## 另見
- 深低溫保存
- 尸體農場
- 冷凍葬
- 酸敗